# Heritage Trail
L'Heritage Trail est un sentier de randonnée du comté d'Edmonson, dans le Kentucky, aux États-Unis. Protégée au sein du parc national de Mammoth Cave, cette boucle de 0,5 mille mène notamment à l'Old Guides' Cemetery, un cimetière inscrit au Registre national des lieux historiques depuis le 8 mai 1991.